# Metoecus
Genre
Metoecus est un genre d'insectes coléoptères de la famille des Ripiphoridae.

## Liste des espèces
Selon BioLib (22 septembre 2023) :
- Metoecus javanus (Pic, 1913)
- Metoecus morawitzi (Semenov, 1891)
- Metoecus paradoxus (Linnaeus, 1761)
- Metoecus satanas Schilder, 1924
- Metoecus vespae Kono, 1927

## Systématique
Le nom valide complet (avec auteur) de ce taxon est Metoecus Dejean, 1834.
Metoecus a pour synonymes :
- Cyttaroecus Schilder, 1923
- Metoecus Gerstaecker, 1855
- Ripidastes Gistl, 1848
- Ripiphorus Fabricius, 1792